# Псеудо-Дионисије Ареопагит
Псеудо-Дионисије Ареопагит (или само Псеудо-Дионисије) је име којим се означава анонимни аутор теолошких списа на грчком језику, који су настали око 500. године а сачувани су под именом Дионисија Ареопагите, првог хришћанског епископа Атине.
Могуће је да се радило о неком сиријском монаху, премда нека новија истраживања сугеришу да је аутор ових списа заправио био грузијски теолошки писац Петар Иберски. Сврха трактата и писама била је да се неоплатонска филозофија помири са хришћанском теологијом и мистичком праксом. Ови су спису установили неоплатонску тенденцију у великом сегменту средњовековне хришћанске доктрине и духовности – посебно у Западној Европи – која је одредила њен религијски и богослужни карактер. Историјска испитивања нису успела да са сигурношћу утврде ауторсво ових списа.

## Списи
За Дионисија Ареопагита се везују следећи сачувани списи:
- О именима Божјим
- О мистичном богословљу
- О небеској јерархији
- О црквеној јерархији

као и десет писама упућених различитим особама.
Научници указују на чињеницу да списи никако не могу бити из апостолских времена и да су настали пар векова касније. Детаљна истраживања установила су велику зависност ових списа од идеја неоплатоничара Прокла, који је умро 485. године.
Трактати О божјим именима, О мистичкој теологији, О небеској хијерархији и О црквеној хијерархији представљају главне списе овог корпуса, а у уз њих се налази и десет писама која одишу примитивном хришћанском атмосфером из 1. века. Њихов доктринарни садржај пружа заокружену теологију, која обрађује Свето тројство и свет анђела, инкарнацију и искупљење, те пружа симболичко и мистичко објашњење свега постојећега. Тај је систем у суштини дијалектичка, односно „кризна“ теологија (од грч. црисис = раскрсница, одлука), односно представља истовремено потврђивање и одбацивање парадокса у свакој тврдњи или концепту у вези с богом. Транседентност бога изнад сваког разумског схватања и категоричког знања у крајњој линији своди сваку тврдњу о божанском на два пара крајњих супротности: милост и осуда, слобода и нужност, биће и небиће, време и вечност. Инкарнација Логоса, односно Сина божјег, у Христу, самим тим, био је израз неизрецивог у космосу, тако да Једно улази у свет мноштва. Ипак, људски ум може богу приписати позитивна, аналогна имена као што су Добро, Једност, Тројство, Лепота, Љубав, Биће, Живот, Мудрост или Уму, али притом се мора знати да су то све ограничени облици изражавања нечег неизрецивог.
У списима О божјим именима и О мистичкој теологији обрађују се природа и последице контемплативне молитве – дисциплинованог одрицања од чула и интелигибилних облика да би се припремило за непорсдено искуство „светлости из божанског мрака“ и Екстаза–екстатично сједињење – на начин и у обиму који ове списе чине изванредно значајним за историју хришћанске теологије и побожности. Трактати о небеској и црквеној хијерархији, где се расправља о томе да све што постоји – у виду хришћанског друштва, ступњева молитве и света анђела – представља структурисане тријаде које су лица вечног Тројства, увели су ново значање за појам хијерахије.
Средњовековни филозоф Јован Скот Еријугена саставио је латински превод Псеудо-Дионисијевих списа, а коментаре на њих написали су схоластички писци 12. и 13. века: Хуго од светог Виктора, Алберт Велики и Тома Аквински. Мисао Псеудо-Дионисија утицала је на рајнске и фламанске мистике у 14. и 15. веку те на шпанске мистике у 16. веку. Писци грчке и других православних цркава, који су ионако били наклоњени платонској мисли, апсорбовали су Псеудо-Дионисија у своје теологије као један од елемената овог интелектуалног правца. Такве синтезе примењивали су Григорије Назијански и други кападокијски оци из 4. века, Максим Исповедник у 7. веку, као и Григорије Палама у 14. веку.
Српски превод: Свети Дионисије, псеудо-Ареопагит, "Дела", Шибеник, 2012. Превод: Слободан Продић